# Alluvione della Cina del 1931
 L'alluvione della Cina del 1931, o alluvione del fiume Yangtze-Huai del 1931, fu una serie di devastanti inondazioni avvenute nella Repubblica Cinese tra il giugno e il novembre del 1931, colpendo città importanti come Wuhan e Nanchino e culminando con la rottura degli argini del lago Gaoyou il 25 agosto 1931.
Le stime sul numero di vittime variano ampiamente. Un'indagine sul campo dell'Università di Nanchino guidata dal professor John Lossing Buck, condotta subito dopo l'alluvione, ha rilevato che "150.000 persone sono annegate e questo numero rappresenta meno di un quarto di tutte le vittime occorse durante i primi 100 giorni dell'alluvione". Il rapporto ufficiale consta 140.000 annegati e afferma che "2 milioni di persone sono morte durante l'alluvione, annegate o morte per mancanza di cibo". Un'epidemia di colera, avvenuta l'anno successivo a partire dal maggio 1932, registrò ufficialmente 31.974 morti e 100.666 casi. Una stima più realistica di quelle fornite dal governo cinese, attesta le vittime tra i 3,7 e 4 milioni di unità, rendendo questo evento "il disastro naturale più devastante in termini di perdite umane della storia".

## Cause
Tra 1928 e il 1930 la Cina fu colpita da una lunga siccità. Il successivo inverno 1930-1931 fu particolarmente rigido, creando grandi depositi di neve e ghiaccio nelle zone montuose. All'inizio del 1931, la neve e il ghiaccio sciolti fluirono a valle e arrivarono nel corso medio dello Yangtze durante un periodo di forti piogge primaverili. Normalmente la regione sperimenta tre periodi di acqua alta, rispettivamente durante la primavera, l'estate e l'autunno; tuttavia, all'inizio del 1931, si verificò un unico diluvio continuo, protrattosi per più settimane. A giugno coloro che vivevano nelle zone basse erano già stati costretti ad abbandonare le proprie case. L'estate venne caratterizzata anche da un'attività ciclonica estrema: solo nel luglio di quell’anno, nove cicloni colpirono la regione, una cifra significativamente superiore alla media di due cicloni all’anno. Quattro stazioni meteorologiche lungo il Fiume Azzurro segnalarono precipitazioni per un totale di oltre 600 mm per il mese. L'acqua che scorreva attraverso lo Yangtze raggiunse il livello più alto da quando si iniziò a tenere conto di questa informazione nei registri a metà del diciannovesimo secolo. Quell'autunno ulteriori forti piogge aggravarono la situazione e alcuni fiumi non tornarono al loro normale corso fino alla fine di novembre.
Le inondazioni occuparono una superficie complessiva di circa 180.000 chilometri quadrati di terreno – un'area di dimensioni equivalenti all'Inghilterra e a metà della Scozia, o delle prime 8 regioni italiane per superficie (Sicilia, Piemonte, Sardegna, Lombardia, Toscana, Emilia-Romagna, Puglia e Veneto) messe insieme. Il livello dell'acqua alta registrato il 19 agosto a Hankou, Wuhan mostrò un livello dell'acqua pari a 16 metri sopra la media, una media di 1,7 m sopra il Bund di Shanghai. In cinese, questo evento è comunemente noto come 江淮水灾, traducibile approssimativamente in "Disastro dell'alluvione dello Yangtze-Huai". I corsi d'acqua di gran parte del paese strariparono, in particolare il Fiume Giallo e il Gran Canale. Le otto province più gravemente colpite furono quelle di Anhui, Hubei, Hunan, Jiangsu, Zhejiang, Jiangxi, Henan e Shandong. Oltre a queste, subirono l'alluvione anche aree più a sud fino al Guangdong, a nord fino alla Manciuria e ad ovest fino al Sichuan.

## Numero di morti e danni

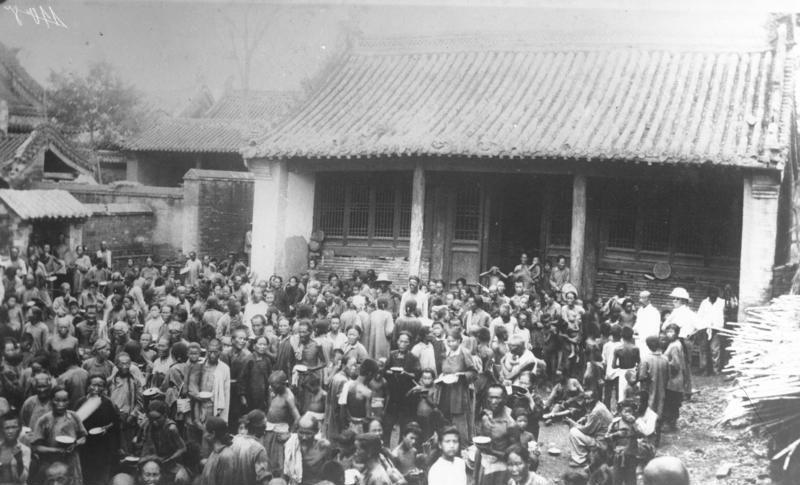
Vittime dell'alluvione dell'agosto 1931

All'epoca, il governo cinese stimò che 25 milioni di persone fossero state colpite dall'alluvione. Da allora gli storici hanno suggerito che il numero reale potrebbe essere arrivato realisticamente fino a 53 milioni. Anche il bilancio delle vittime stimato varia ampiamente. Oltre agli studi condotti da John Lossing Buck, che affermano che almeno 150.000 persone erano annegate nei primi mesi dell'alluvione e altre centinaia di migliaia morirono di fame e malattie nell'anno successivo, utilizzando i resoconti dei media contemporanei gli storici cinesi guidati da Li Wenhai hanno calcolato il bilancio delle vittime a 422.420. Alcune fonti occidentali sostengono che il bilancio delle vittime sia stato compreso tra 3,7 e 4 milioni, includendo le perdite di vite umane causate dalla seguente carestia e da varie epidemie.
L’alluvione distrusse enormi quantità di abitazioni e terreni agricoli. In tutta la valle dello Yangtze, circa il 15% dei raccolti di grano e riso andò distrutto, con una percentuale molto più elevata nelle aree più colpite dalle inondazioni. Il disastro causò anche uno shock economico, con un rapido aumento generale dei prezzi dei beni di prima necessità. Gli impatti ecologici ed economici combinati del disastro causarono una tremenda carestia in molte aree del paese. Senza cibo, la situazione era tanto disperata che le persone erano ridotte a mangiare la corteccia degli alberi, erbacce e terra. Alcuni vendettero i propri figli per sopravvivere, mentre altri ricorsero al cannibalismo. L’effetto più letale dell’alluvione furono le malattie, che dilagarono tra la popolazione di rifugiati a causa dello sfollamento, del sovraffollamento e della totale assenza dei servizi igienico-sanitari. Tra queste, le più disastrose furono colera, morbillo, malaria, dissenteria e schistosomiasi.
Oltre ad inondare le aree rurali, l’alluvione causò diffuse distruzioni in numerose città. I primi rifugiati arrivarono nella città di Wuhan in tarda primavera. Quando la città stessa fu inondata all'inizio dell'estate, dopo un catastrofico cedimento della diga poco prima delle 6:00 del mattino del 27 luglio, circa 782.189 cittadini urbani e rifugiati rurali rimasero senza casa. L'alluvione coprì un'area di 83 chilometri quadrati e la città fu sommersa da molti metri d'acqua per quasi tre mesi. Un gran numero di persone si radunò sulle isole alluvionali in tutta la città, con 30.000 rifugiati su un terrapieno ferroviario nel centro di Hankou. Con poco cibo e dopo il completo collasso dei servizi igienico-sanitari, migliaia di persone iniziarono presto a soccombere alle malattie.
(Jin Shilong, ingegnere all'Agenzia per la Protezione dalle Inondazioni di Hubei)
Anche la città di Nanchino, allora capitale della Cina repubblicana, fu gravemente colpita dal disastro. Uno degli eventi più disastrosi durante l'alluvione si verificò il 25 agosto 1931, quando l'acqua che scorreva attraverso il Canal Grande spazzò via gli argini vicino al lago Gaoyou. Nella sola contea di Gaoyou 18.000 persone annegarono e 58.000 morirono a causa di carestia e malattie l'anno successivo.

## Ricostruzione delle dighe sul lago Gaoyou
Thomas Harnsberger, un missionario della Chiesa Presbiteriana a Taizhou, Jiangsu, fu una delle due figure centrali (insieme al generale Wang Shuxiang, che aveva conseguito un dottorato in idraulica) che supervisionò la ricostruzione degli argini sul lago Gaoyou, così come la raccolta e la messa in sicurezza dei fondi per le opere. Tuttavia, l’alluvione rimase sconosciuta per molti cinesi dell'epoca. Steve Harnsberger, nipote di Thomas Harnsberger, scrisse nel 2007: "L'alluvione del 1931 uccise 15 volte il numero di persone perse nello  tsunami indonesiano del dicembre 2004, eppure a malapena è stata scritta una parola su di essa. La storia si è concentrata invece su altri disastri quell'anno: l'attenzione della Cina era rivolta alla guerra civile tra comunisti e nazionalisti e ai giapponesi che stavano invadendo il nord, mentre il mondo era nel profondo della Grande Depressione.

## Reazioni del governo

### Era repubblicana (anni '30 -'40)
L'alluvione del 1931 fu una delle prime grandi prove da affrontare per il nuovo governo del Kuomintang. Quando la portata del disastro divenne evidente, il governo istituì la Commissione nazionale per i soccorsi in caso di inondazioni, facente a capo Tse-Ven Soong, un importante politico del Kuomintang e cognato di Chiang Kai-shek. La commissione impiegò una serie di esperti cinesi e stranieri, tra cui figure come il famoso epidemiologo Wu Liande, il ministro della sanità Liu Ruiheng, l’operatore sanitario pubblico John Grant e l’ingegnere idraulico Oliver Todd. Si assicurò anche l'assistenza della Società delle Nazioni. Furono coinvolti anche i famosi aviatori Charles Lindbergh e sua moglie Anne Lindbergh, che furono incaricati di condurre un rilevamento aereo della zona alluvionata. Sebbene Soong rimanesse a capo della commissione, la gestione quotidiana dei soccorsi fu affidata a John Hope Simpson, un esperto britannico in gestione dei rifugiati. Si registrarono iniziative di soccorso da tutto il mondo, con le comunità cinesi d'oltremare e nel sud-est asiatico che si rivelarono particolarmente generose. Negli Stati Uniti la scrittrice Pearl Buck scrisse racconti per incoraggiare le donazioni di beneficenza. Gli sforzi nei soccorsi divennero molto più difficili in seguito all’invasione giapponese della Manciuria nell’autunno del 1931, che provocò il collasso del mercato obbligazionario cinese. Alla fine il governo riuscì a ottenere un grosso prestito di grano e farina dagli Stati Uniti. In seguito al disastro, il governo istituì organizzazioni, come la Commissione per la Conservazione del fiume Huai, per affrontare i problemi delle inondazioni. Tuttavia, a causa della mancanza di fondi e del caos della seconda guerra sino-giapponese e della successiva guerra civile cinese, le varie commissioni furono in grado di costruire solo piccole dighe lungo il fiume Yangtze.
Nell'ambito di una campagna anti-superstizione del 1930 da parte del governo del Kuomintang, il tempio del Re Drago venne demolito a Wuhan poco prima dell'alluvione. Questa coincidenza portò in seguito a un diffuso malcontento, poiché molti locali collegarono il disastro alla rabbia del Re Drago, una divinità che produce la pioggia. In risposta, funzionari di spicco, tra cui He Baohua, sindaco di Wuhan, e Xia Douyin, allora comandante della guarnigione locale e successivamente governatore della provincia di Hubei, tennero cerimonie rituali e si inchinarono davanti alla divinità. Nel frattempo, molti credevano che gli sforzi di evacuazione fossero ostacolati dalla superstizione. Secondo un rapporto contemporaneo, migliaia di persone "sono convinte che Hankou sia condannato e rifiutano di aiutare se stessi o di essere aiutati. Si siedono stoicamente aspettando la morte".

### Era comunista (1949-oggi)
Nel 1953, dopo la fine della guerra civile cinese, il leader del Partito Comunista Cinese Mao Zedong si recò nelle aree vicine al fiume Yangtze per promuovere il progetto di controllo delle inondazioni della diga delle Tre Gole, affermando che "Il progetto socialista della diga delle Tre Gole dovrebbe primeggiare su altri grandi progetti della storia cinese come la Grande Muraglia di Qin Shi Huang e il Grande Canale di Sui Yangdi".
Scienziati e funzionari che sollevavano dubbi sull'effettiva fattibilità del progetto, come Chen Mingshu, furono perseguitati come persone di destra. Li Siguang, un eminente scienziato e ministro delle risorse geologiche, disse a Mao che si sarebbe suicidato se non fosse riuscito a fermare la costruzione della diga. Il progetto non andò oltre la fase di pianificazione ai tempi di Mao, a causa della mancanza di risorse, delle crescenti tensioni sino-sovietiche e del fallimento del Grande Balzo in avanti. Il progetto è stato riavviato negli anni '80 e la diga idroelettrica delle Tre Gole ha iniziato a funzionare a pieno titolo nel 2012, diventando la centrale elettrica più grande del mondo in termini di capacità installata.